# 格斯特曼–斯特劳斯勒–申克综合征
格斯特曼–斯特劳斯勒–申克综合征（Gerstmann–Sträussler–Scheinker syndrome，GSS，简称格斯特曼综合征）是一种家族遗传性朊粒病。患者年龄在20至60岁之间。据美国国家神经疾病及中风研究所的数据显示，该病为遗传性疾病，且在全世界只有少数几个家庭中发现该疾病。然而，由于该病是由朊粒导致的，因此它被归类为传染性海绵状脑病。该病于1936年由奥地利医师约瑟夫·格斯特曼 ， 恩斯特·斯特劳斯勒和伊利亚·申克首次告。GSS与其他传染性海绵状脑病有相似的症状，例如进行性共济失调、锥体束征以及成年性痴呆。随着疾病的进展，症状现会进一步加剧。 

## 病理学
GSS是由朊粒引起的传染性海绵状脑病之一，病原体为朊粒。目前的研究发现在大多数患者的PRNP 基因中，其102位密码子为亮氨酸，而正常人则为脯氨酸。因此，21号染色体上PRNP102位发生突变极有可能导致GSS。
人脑解剖结果表明，GSS的基本神经病理改变与其他朊粒病是类似的，脑组织中存在Kuru样斑。区别在于大多数GSS患者的小脑具有极高密度的Kuru样斑，这些斑块是多中心性的，也有放射状小刺，伴有小神经胶质细胞改变。病理组织染色显示患者脑组织斑块中含PrPSc且PAS阳性，在一些家族中患者脑组织神经纤维交错成神经纤维网，与阿尔兹海默病的病理改变类似。

## 临床表现
GSS早期临床症状表现为记忆力减退，在疾病发展阶段可能会出现锥体外系综合征、锥体束征以及脊髓小脑性共济失调。与克雅氏病相比，GSS患者阵发性肌肉痉挛的发生率较低，更多表现的是小脑退行性变的症状，如动作笨拙、动作失调、共济失调步态、感觉迟钝、反射减退以及下肢近端肌肉无力等。许多患者会出现眼球震颤、视力障碍，严重患者可能会出现失明或耳聋。根据过往病例研究可以将GSS分为四种临床表型：典型GSS、反射和感觉异常型GSS、痴呆型GSS和克雅病型GSS。

## 流行病学
GSS非常罕见，且由于该病症状与其他朊粒病临床表现相似，因此很难进行流行病学调查。遗传学研究表明GSS为常染色体显性遗传。1989年，人类首次在患有GSS的家族患者中发现了第一个导致GSS的遗传基因突变位点（即21号染色体PRNP102位突变）。之后的研究发现GSS具有许多不同的基因表型，其中一些表型有不同的临床症状表现。
GSS的发病率为每年1-10例/1亿人，好发于中年，老年病例亦有报告。目前有关该病的遗传学研究样本最大的是B. Ghetti等于1996年的研究，该研究以印第安人家庭为对象，跨越8世代，研究对象共计3,000多人，其中已知有57个人确诊GSS。

## 诊断
除了通行的朊粒病检测方法，GSS亦可以通过基因检测来识别。 GSS的测试涉及血液和DNA检查，以检测PRNP等基因是否出现异常。如果PRNP存在突变，则患者在未来患有GSS的可能性很高。

## 治疗
包括GSS，所有朊粒病均缺乏特效治疗，主要为支持治疗。有关金刚烷胺、阿糖腺苷等可以稳定或改善病情的个别报道尚待进一步证实。另有研究表明阿昔洛韦、干扰素和两性霉素B对朊粒病无效。目前伦敦医学研究中心正在对单克隆抗体PRN100进行测试，该药物有望能治疗朊粒病。 

## 预后
与其他朊粒病相似，GSS预后极差，此类疾病均为致死性疾病。GSS发病后的生存期从3个月至13年不等，平均生存期为5至6年。 

## 预防
由于GSS为家族遗传性疾病，故患病家庭监测、遗传咨询及产前DNA筛查是较为有效的预防手段